# Stenopogon koreanus
Stenopogon koreanus är en tvåvingeart som beskrevs av Young 2005. Stenopogon koreanus ingår i släktet Stenopogon och familjen rovflugor. Inga underarter finns listade i Catalogue of Life.